# Anna Čolovjaga
Anna Valer'evna Čolovjaga (in russo Анна Валерьевна Чоловяга?; Kovdor, 8 maggio 1992) è una calciatrice russa, centrocampista del Rossijanka e della nazionale russa.

## Carriera

### Club
Nata a Kovdor, iniziò a giocare a calcio all'età di otto anni per poi entrare a far parte della squadra giovanile dello UOR-Zvezda, squadra affiliata al Rossijanka. Nel 2010 entrò a far parte della rosa del Rossijanka, firmando il suo primo contratto da calciatrice professionista. Con il Rossijanka disputò sette stagioni nella Vysšij Divizion, massima serie del campionato russo, vincendone tre edizioni (nel 2010, nel 2011-2012 e nel 2016), e un'edizione della Coppa di Russia nel 2010. Sempre con il Rossijanka ha esordito nella UEFA Women's Champions League. All'inizio della stagione 2017 lasciò il Rossijanka per trasferirsi al CSKA Mosca, ma a metà stagione tornò al Rossijanka.

### Nazionale
Nel 2007 fece il suo esordio con la maglia della nazionale russa under-17, partecipando alle gare di qualificazione al campionato europeo di categoria. Nel 2008 venne convocata per la prima volta nella nazionale russa under-19 con cui disputò 30 partite, realizzando 19 reti. Dopo aver contribuito alla qualificazione alla fase finale, nel corso del campionato europeo under-19 2011 si distinse realizzando una doppietta nella seconda partita della fase a gironi, partita vinta per 3-1 sul Belgio.
Nel 2012 esordì con la nazionale maggiore, partecipando alle qualificazioni al campionato europeo 2013. Nel 2013 ha fatto parte della rosa che ha disputato le XXVII Universiadi tenutesi a Kazan' e durante le quali ha realizzato tre reti. Venne anche convocata in occasione dell'Algarve Cup 2016. Dopo aver disputato sei partite nelle qualificazioni al campionato europeo 2017, è stata convocata dalla selezionatrice Elena Fomina per fare parte della squadra partecipante al campionato europeo 2017.

## Palmarès

### Club
- Vysšij Divizion: 3

Rossijanka: 2010, 2011-2012, 2016
- Coppa di Russia: 1

Rossijanka: 2010